# 短柄乌头
短柄乌头（学名：Aconitum brachypodum）为毛茛科乌头属下的一个种。

## 扩展阅读
- 維基物種上的相關：短柄乌头

## 外部連結
- 雪上一枝蒿 Xue Shang Yi Zhi Hao （页面存档备份，存于） 中藥標本數據庫 (香港浸會大學中醫藥學院) （繁體中文）（英文）